# Ricomincio da capo
Ricomincio da capo (Groundhog Day) è un film commedia del 1993 diretto da Harold Ramis, interpretato da Bill Murray e Andie MacDowell.

## Trama
Phil Connors è un meteorologo televisivo dal carattere scorbutico ed egoista. Un giorno Phil deve recarsi controvoglia nella piccola città di Punxsutawney, in Pennsylvania, per fare un reportage sulla tradizionale ricorrenza del Giorno della marmotta (festa celebrata negli Stati Uniti e in Canada il 2 febbraio), a cui ormai partecipa da quattro anni. Qui però rimane intrappolato in un loop temporale: ogni mattina, alle 6 in punto del 2 febbraio, viene svegliato dalla radio che trasmette sempre lo stesso brano musicale (I Got You Babe di Sonny & Cher), e da allora la giornata trascorre inesorabilmente allo stesso modo della precedente. Gli eventi si ripetono esattamente uguali ogni giorno e Phil ben presto impara a sfruttarli per passare una giornata stravagante, spendere soldi, conquistare donne. Ma ogni tentativo di sedurre la bella collega Rita, che lo ha accompagnato per il servizio, fallisce invariabilmente.
Alla lunga questa vita ripetitiva, unita alla consapevolezza che anche quando riesce a conquistare Rita, ella il giorno dopo non ne avrà più memoria, lo porta alla depressione e a tentare continuamente il suicidio nei modi più strani possibili per interrompere il ciclo, ma si risveglia sempre nel Giorno della marmotta. Durante uno di questi cicli Phil si confida con Rita che, dopo un iniziale scetticismo, gli offre il consiglio di dedicare questa vita intrappolata ad aiutare il prossimo. Phil capisce così che non può in un singolo giorno - ovviamente - aiutare tutti, ma può migliorare se stesso. Scopre così i suoi talenti e capisce i bisogni altrui, il che lo rende un uomo apprezzato, amato e migliore. Alla fine tutto ciò lo porta a uscire dall'incantesimo e a trovare finalmente il vero amore con Rita.

## Produzione
Nel 1990 Danny Rubin, dopo aver completato e venduto la sceneggiatura di Occhi per sentire, si era trasferito da Chicago a Los Angeles per diventare uno sceneggiatore professionista. Il suo agente gli suggerì di preparare un copione "di richiamo" da portare alle riunioni con i vari produttori. Rubin abbozzò l'idea centrale di quello che sarebbe diventato Ricomincio da capo mentre era seduto in un cinema. Si era chiesto: "se una persona potesse vivere per sempre, se una persona fosse immortale, come cambierebbe con il passare del tempo?" Da lì partì l'idea di un uomo che rivive lo stesso giorno all'infinito. Pensando a questo, la prima cosa che venne in mente a Rubin fu che un uomo così esperto avrebbe potuto far valere le sue conoscenze superiori per "rimorchiare" donne, e ciò indirizzò il tono del film verso la commedia.
Rubin sottopose la sceneggiatura a circa cinquanta produttori differenti. Anche se molti studi cinematografici espressero interesse per il progetto, rifiutarono il copione non ritenendosi in grado di produrre il film. Alla fine il copione capitò nelle mani di Richard Lovett della Creative Artists Agency, che lo fece arrivare a Harold Ramis nel 1991, il quale si offrì di produrre e dirigere la pellicola.
Nella prima stesura del copione, Rubin non voleva svelare al pubblico come Phil rimaneva invischiato nel loop temporale, e quindi la storia iniziava in medias res, con Phil che ogni mattina si svegliava al suono di I Got You Babe sapendo già cosa lo aspettava, provocando così curiosità nello spettatore; la spiegazione della situazione sarebbe stata affidata a una voce fuori campo. Inoltre, anche Rita avrebbe confessato di essere intrappolata in un loop temporale.
Quando però Ramis si interessò al progetto, lo studio fece pressioni per chiedere alcuni cambiamenti al copione e un ricorso a tecniche narrative meno inconsuete, costringendo Rubin a riscrivere l'intero copione sotto la supervisione di Ramis. La seconda versione della sceneggiatura mostrava la ragione per la quale Phil restava intrappolato nel loop temporale. In questa versione, Phil scaricava bruscamente la fidanzata Stephanie durante le prime scene del film. La ragazza, abbandonata e umiliata, usando un rito voodoo su un orologio rotto (che segnava le 5 e 59) gettava una maledizione sull'uomo; veniva inoltre specificato che Phil avrebbe trascorso addirittura 10.000 anni intrappolato nel loop temporale, e che sarebbe stato il bacio con Rita a spezzare la maledizione. Secondo Rubin però, queste scene esplicative nulla aggiungevano al film, e quindi in accordo con Ramis decise di eliminarle.

### Cast
Il regista Harold Ramis aveva inizialmente contattato prima Tom Hanks e poi Michael Keaton per il ruolo del protagonista, ma entrambi rifiutarono la parte. Alla fine fu Bill Murray, che Ramis conosceva molto bene avendo già lavorato diverse volte con lui in passato, ad accettare il ruolo.
Il film rappresenta il debutto al cinema dell'attore Michael Shannon nel piccolo ruolo di Fred, il giovane che si deve sposare quel giorno.

### Location

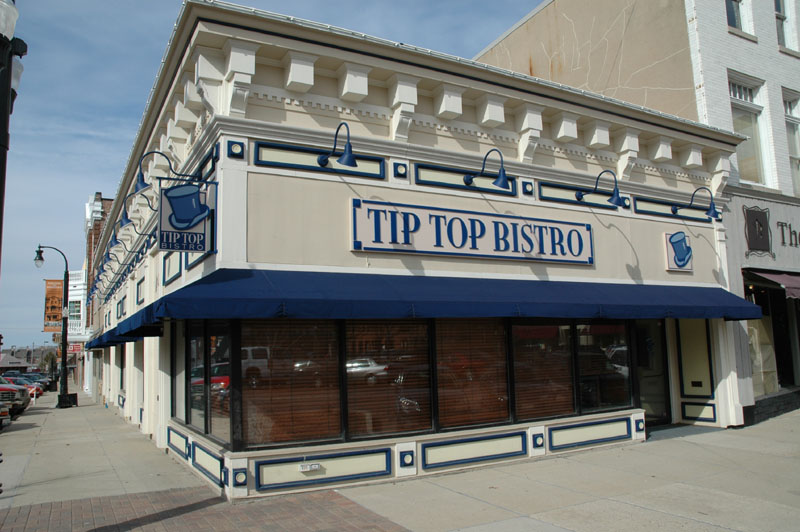
Tip Top Bistro, aperto nel luogo dove sorgeva il fittizio Tip Top Cafe nel film

Le scene furono girate principalmente a Woodstock e Cary, nell'Illinois, e a Hollywood.

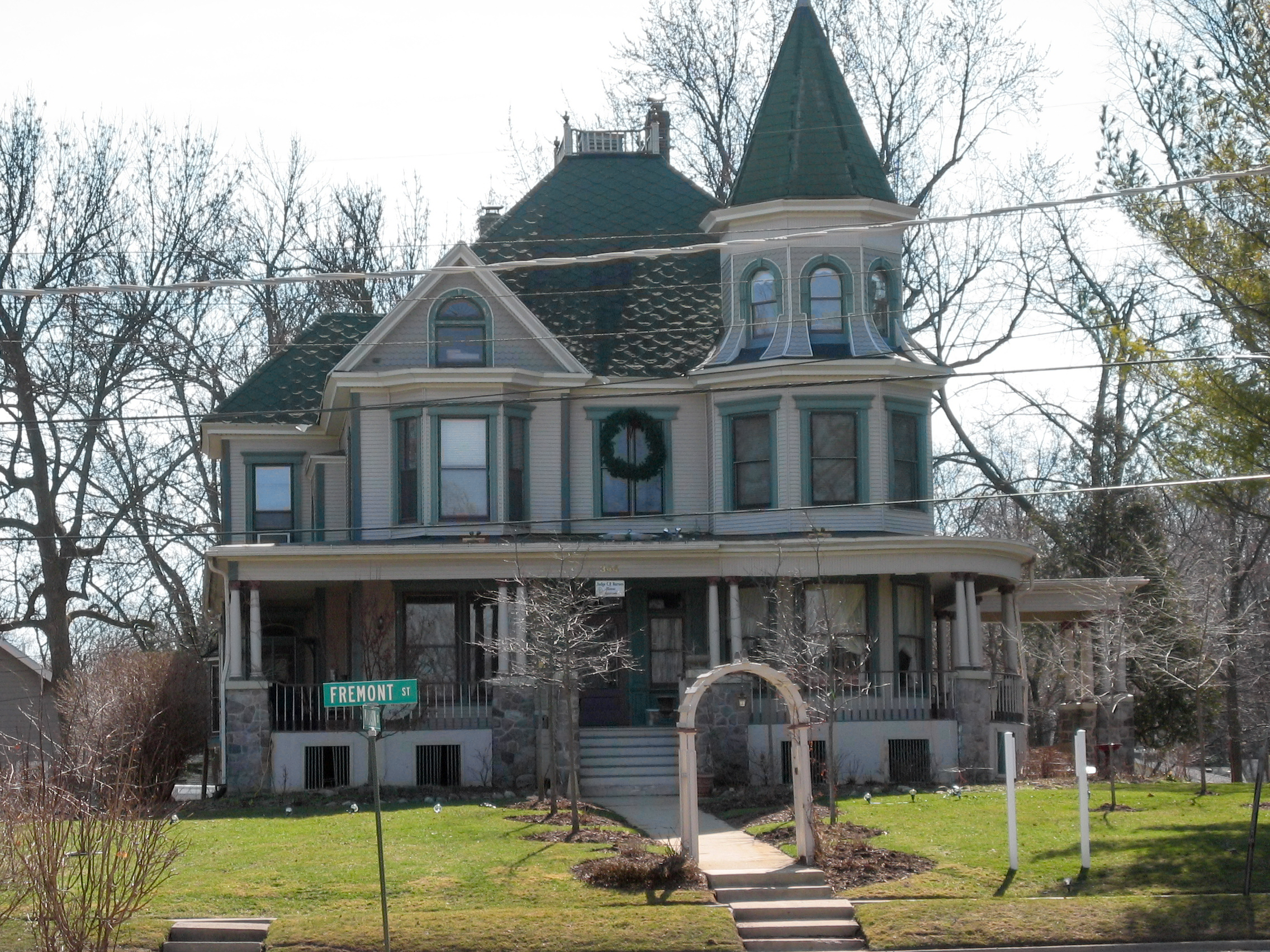
L'albergo dove il personaggio di Bill Murray alloggia nel film (2007)

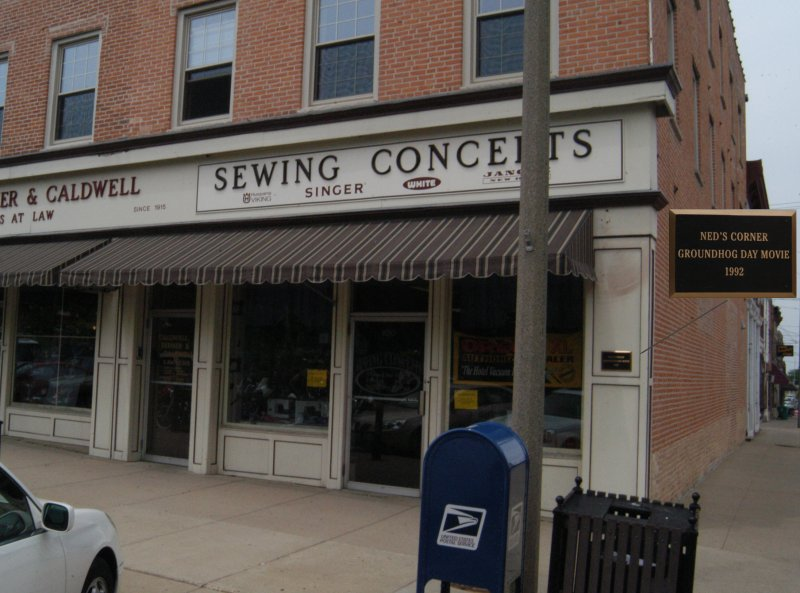
L'angolo di Ned

Il bed and breakfast nel quale il personaggio di Bill Murray alloggia nel film era in realtà un'antica villa, costruita 114 anni prima. Nell'ottobre del 2008 l'edificio è stato acquistato da una coppia di Milwaukee, nell'intento di ristrutturarlo per intero e trasformarlo in un vero bed and breakfast a cinque camere.

### Riprese
La pellicola non venne girata a Punxsutawney, troppo distante da strade statali e dunque difficilmente accessibile da parte della troupe, bensì nella cittadina di Woodstock, nell'Illinois. Le riprese iniziarono il 16 marzo 1992, e proseguirono fino al 10 giugno. La maggior parte delle scene furono girate in un clima estremamente rigido per la stagione, con temperature spesso sotto lo zero, e con nevicate fino a maggio inoltrato.
Durante il periodo delle riprese Murray stava attraversando un periodo di grave crisi coniugale e molti membri della troupe ricordano che sul set si mostrava assente. L'attore non voleva interpretare il personaggio in maniera sfacciatamente comica, contro il parere del regista che voleva soprattutto sfruttare le sue innate doti di attore comico. Per soddisfare parzialmente le richieste di Murray, Ramis mandò l'attore a New York per lavorare al copione direttamente con Rubin. L'attore Stephen Tobolowsky così descrisse i cambiamenti apportati alla sceneggiatura: «Quando ottenni la parte, era ancora solo un mediocre film di Bill Murray [...] Fu solo in seguito mentre giravamo che tutto si aggiustò e il film non solo divenne buono, non solo divenne un grande film, ma si trasformò in un classico».
Mentre lavorava con Rubin, Murray si rifiutò di parlare con Ramis, e quando l'attore tornò a Woodstock per completare le riprese, il rapporto tra i due si era definitivamente deteriorato. Alla fine delle riprese, l'amicizia di lunga data e il rapporto lavorativo tra Ramis e Murray terminò bruscamente, senza nessuna spiegazione pubblica. Eccezion fatta per qualche parola scambiata durante un bar mitzvah, i due uomini non si parlarono più per circa vent'anni. Fu solo dietro suggerimento di Brian Doyle-Murray, e dopo aver saputo che Ramis era gravemente ammalato, che Bill Murray tentò una riconciliazione.

## Accoglienza
Alla sua uscita nelle sale cinematografiche, Ricomincio da capo fu un moderato successo al botteghino, ma con il passare degli anni il film si è guadagnato lo status di cult movie presso critica e pubblico. Nel 2006 è stato scelto per la conservazione nel National Film Registry della Biblioteca del Congresso degli Stati Uniti. Nel giugno 2008 il film è stato inserito alla posizione numero 8 nella categoria fantasy della classifica AFI's 10 Top 10.
Nei paesi di lingua inglese, il titolo originale del film (Groundhog Day) è diventato un'espressione comune per indicare un giorno noioso e ripetitivo.

### Conseguenze

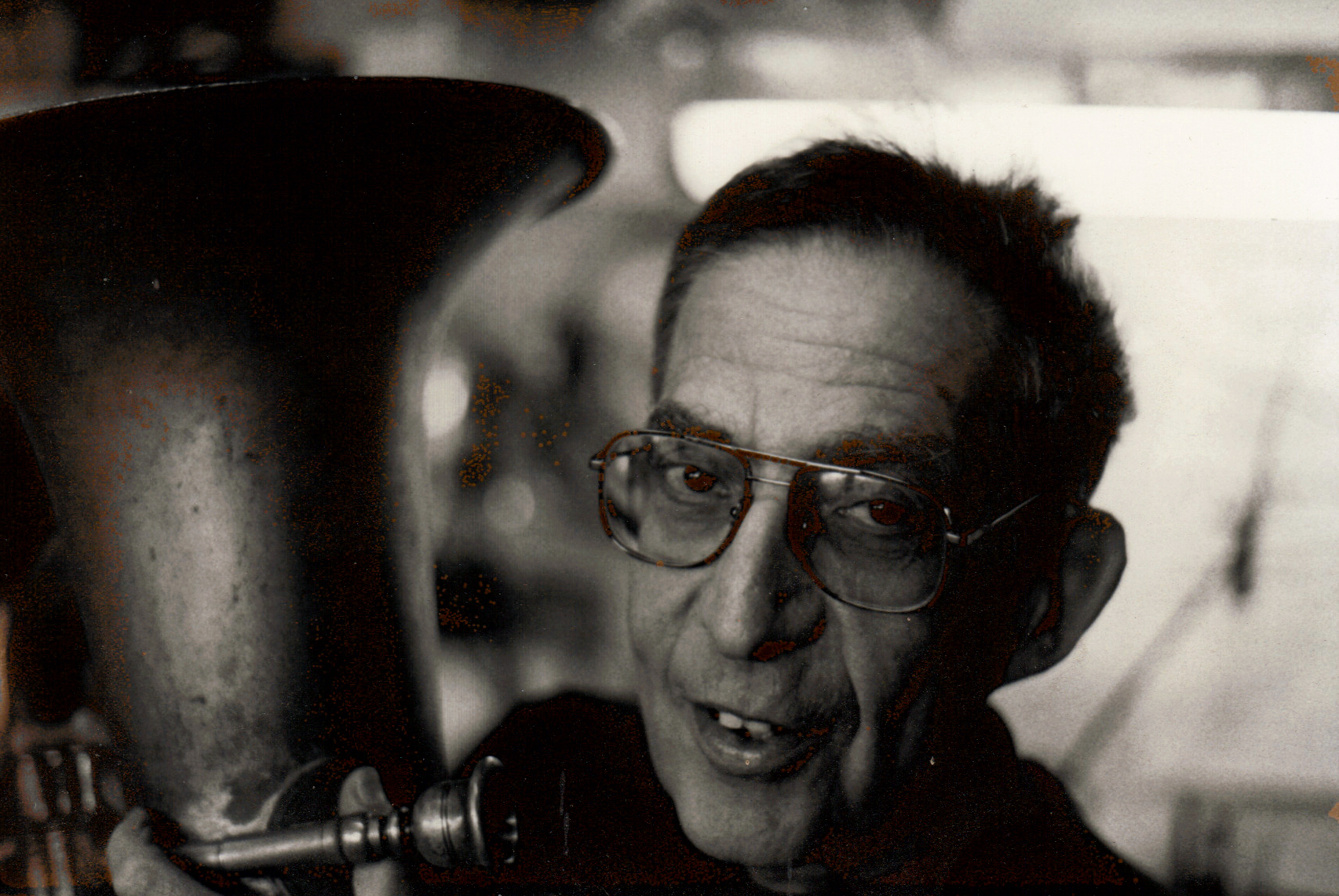
Lo scrittore Richard A. Lupoff fece causa agli autori del film, sostenendo che avessero plagiato il suo racconto 12:01 PM del 1973, anch'esso basato su un anello temporale.

Nonostante il successo moderato, Ricomincio da capo fu uno dei film che aiutarono a risollevare le sorti della Columbia al botteghino, insieme a Dracula di Bram Stoker, Codice d'onore e Ragazze vincenti. Poco tempo dopo l'uscita del film nelle sale, lo scrittore Richard A. Lupoff fece causa agli autori, sostenendo che avessero plagiato il suo racconto 12:01 PM del 1973, anch'esso basato sulla storia di un uomo imprigionato in un loop temporale. La causa non venne mai formalmente discussa e fu archiviata poco tempo dopo. Anche lo scrittore Leon Arden cercò di intentare causa, affermando che Ricomincio da capo era un plagio del suo romanzo One Fine Day, che aveva proposto senza successo alla Columbia Pictures come sceneggiatura; ma il giudice respinse la causa.
Una volta terminate le riprese, Bill Murray inizialmente detestava Ricomincio da capo come prodotto finito. Nel corso di un'intervista del 1993, disse che con la sua interpretazione aveva voluto concentrarsi sulla commedia e sul tema di fondo delle persone che ripetono le loro vite per paura del cambiamento, mentre Ramis voleva concentrarsi sul potere redentore dell'amore. Il film segnò la fine della collaborazione ultraventennale tra Ramis e Murray che, tra le altre cose, aveva prodotto film come Palla da golf (1980), Stripes - Un plotone di svitati (1981) e Ghostbusters - Acchiappafantasmi (1984). Al termine delle riprese Murray smise di parlare con Ramis, e si rifiutò di parlare di lui durante le interviste. Ramis invece parlò ampiamente di Murray, sia criticandolo sia discutendo della possibilità di tornare di nuovo amici in futuro. Murray e Ramis non si sarebbero più parlati fino a pochi mesi prima della scomparsa di quest'ultimo, avvenuta nel 2014.

## Remake
Nel 2004 è stato distribuito il remake italiano del film, intitolato È già ieri ed interpretato da Antonio Albanese. Il protagonista del film viene svegliato ogni mattina dalla radiosveglia da cui esce la voce di Linus.
Sempre nel 2004 è stato prodotto anche un remake tedesco, il film per la TV Ricomincio da capo (Liebe in der Warteschleife) diretto da Denis Satin.

## Omaggi
- La canzone Tomorrow never comes di Teddy Geiger (fa parte della colonna sonora del film The Rocker) è ispirata a questo film.
- Nella puntata Xena contro Metranidi e Leonidi della terza stagione del telefilm Xena, la protagonista si ritroverà a vivere continuamente lo stesso giorno a causa di un incantesimo
- Nella puntata Un martedì infernale della terza stagione del telefilm Supernatural, viene continuamente citato il film Ricomincio da capo, poiché Sam rivive lo stesso martedì dalla mattina fino a quando suo fratello Dean non muore.
- Nell'episodio Una giornata infinita della serie animata Sonic Boom c'è un chiaro riferimento a questo film e a vivere la condizione di loop temporale è il Dr. Eggman.
- Nel film del 2017 Il sacrificio del cervo sacro, il protagonista è invitato a vedere il film dopo la cena a casa del ragazzo.
- Nel film del 2017 Auguri per la tua morte, la protagonista si ritrova a ripetere il giorno del suo compleanno, nel quale viene uccisa, per poi risvegliarsi e rivivere lo stesso giorno. Lo stesso Carter, uno dei personaggi, alla fine del film fa notare alla protagonista la somiglianza della sua storia con quella del film di Bill Murray.
- L'albo numero 277 di Dylan Dog, uscito nel settembre del 2009, si intitola "Il giorno del licantropo" ed è basato su questo film.
- L'albo numero 458 di Dylan Dog, uscito nel novembre del 2024, si intitola "Sette vite" e cita proprio questo film.
- Nel primo episodio della tredicesima stagione di Don Matteo, Così vicini, così lontani, è il maresciallo Cecchini a rimanere intrappolato in un loop temporale e a vivere all'infinito lo stesso giorno.